# Echthrocollix
Echthrocollix es un género de polillas monotípico perteneciente a la familia Geometridae. Su única especie, Echthrocollix minuta (en japonés, アオスジナミシヤク), se encuentra con endemismo en la Japón. El género fue descrito por primera vez por el entomólogo Hiroshi Inoue en 1953.

## Descripción
Es una polilla pequeña con una envergadura 15 a 17 milímetros (0,6 a 0,7 plg). La cara es escamosa, el palpo es largo, con la segunda articulación escamosa y gruesa. Las antenas se ven diminutamente ciliadas. La tibia posterior cuenta con todos los espolones presentes. Ala anterior con el ápice puntiagudo y termen redondeado.
Es difícil distinguir esta especie de especies de otros géneros con solo mirarla de frente, pero mirandola por debajo se distingue bien porque la parte superior de las alas y las posteriores son completamente distintas. Echthrocollix se distingue de las Eupithecia por su morfología genital, princiaplmente un margen dorsal ancho y redondeado a novel del tegumen, un saco producido, una valva alargada, bordeada por una costa débilmente esclerotizada, pequeñas lábidas y un patrón en la superficie inferior.
Se ha descrito en las islas de Honshu, Shikoku, Kyushu, Tsushima, Yakushima, la isla Iriomote y la isla de Taiwán.<ref name=jpmoth> E. minuta se ha confirmado también en la Isla Sado, y en las prefectures de Ishikawa, Aichi, Kanagawa y Chiba.